# Hosszúberek-Péteri megállóhely
Hosszúberek-Péteri megállóhely egy Pest vármegyei vasúti megállóhely, melyet a MÁV üzemeltet. Üllő közigazgatási területének délkeleti részén, a névadó Hosszúberek településrész északi szélén helyezkedik el, a Péteribe vezető 31 112-es számú mellékút vasúti keresztezésénél.

## Áthaladó vasútvonalak
- Budapest–Záhony-vasútvonal (100a)

## Megközelítése tömegközlekedéssel
- Busz:  512

## Forgalom
| Járat        | Útvonal | Gyakoriság           |
| ------------ | --- | -------------------- |
| S50          | Budapest-Nyugati – Zugló – Kőbánya alsó – Kőbánya-Kispest – Pestszentlőrinc – Szemeretelep – Ferihegy – Vecsés – Vecsés-Kertekalja – Üllő – Hosszúberek-Péteri – Monor (– Monorierdő – Pilis – Albertirsa – Ceglédbercel – Ceglédbercel-Cserő – Budai út – Cegléd – Abony – Szolnok) | 30 percenként        |
| személyvonat | Budapest-Nyugati → Zugló → Kőbánya alsó → Kőbánya-Kispest → Pestszentlőrinc → Szemeretelep → Ferihegy → Vecsés → Vecsés-Kertekalja → Üllő → Hosszúberek-Péteri → Monor → Monorierdő → Pilis → Albertirsa → Ceglédbercel → Ceglédbercel-Cserő → Budai út → Cegléd → Abony → Szolnok → Szajol → Törökszentmiklós → Fegyvernek-Örményes → Kisújszállás → Karcag → Püspökladány → Kaba → Hajdúszoboszló → Ebes → Debrecen | Napi 1 Debrecen felé |